# Râul Eufrosia
Râul Eufrosia este un curs de apă, afluent al râului Agapia .

## Hărți
- Parcul Vânători-Neamț